# Curtiss GS
Los aviones Curtiss GS fueron dos modelos de un avión explorador similar, diseñados y construidos por la estadounidense Curtiss Aeroplane and Motor Company para la Armada de los Estados Unidos, en 1918.

## Diseño y desarrollo
En 1917, la Armada estadounidense ordenó cinco aviones exploradores a Curtiss; fueron designados GS (Gnome Scout), por el motor rotativo Gnome de 75 kW (100 hp) de construcción francesa usado para propulsar el avión. El GS era un biplano con un flotador central y un flotador estabilizador en cada final del ala inferior. La Armada ordenó un avión adicional como triplano, que fue designado GS-1, mientras que el avión original fue designado retrospectivamente como GS-2. Aunque fueron entregados a la Armada en 1918, nada se conoce del modelo, aparte de que el GS-1 resultó destruido en un accidente al aterrizar el 1 de abril de 1918.

## Variantes
GS-1
Explorador triplano de flotadores, uno construido.
GS-2
Explorador biplano de flotadores, cinco construidos.

## Operadores
Estados Unidos
- Armada de los Estados Unidos

### Secuencias de designación
- Secuencia Alfabética (interna de Curtiss): ← E - F - FL - GS - H/HS - HA - J →

### Listas relacionadas
- Anexo:Aeronaves militares de los Estados Unidos (1909-1919)